# Colchicum freynii
Colchicum freynii là một loài thực vật có hoa trong họ Colchicaceae. Loài này được Bornm. miêu tả khoa học đầu tiên năm 1917.